# Хаджи Пируши
Хаджи Пируши (на албански: Haxhi Pirushi) е албански общественик от български народностен произход, председател на Просперитет Голо бърдо - културна организация на българите в Голо бърдо.

## Биография
Пируши е българин мюсюлманин. Роден е в 1949 година в село Стеблево, но живее и работи в албанската столица Тирана. По професия е инженер по металургия, завършил е и философия. Има частен бизнес. Начело е на дружеството „Просперитет“ от 2001 година.